# BE Camelopardalis
Désignations
BE Camelopardalis (en abrégé BE Cam) est une étoile variable de quatrième magnitude de la constellation boréale de la Girafe. D'après la mesure de sa parallaxe annuelle par le satellite Hipparcos, elle est située à approximativement ∼ 800 a.l. (∼ 245 pc) de la Terre
BE Camelopardalis est une géante lumineuse rouge de type spectral M2 II, actuellement située sur la branche asymptotique des géantes. Elle est classée comme une variable irrégulière à longue période de type Lc et sa luminosité varie entre les magnitudes +4,35 et +4,48. L'étoile est 2,9 fois plus massive que le Soleil, mais son rayon est autour de 176 fois plus grand que le rayon solaire. Elle est plus de 4 500 fois plus lumineuse que le Soleil et sa température de surface est de 3 615 K.